# Andrena knuthi
Andrena knuthi är en biart som beskrevs av Johann Dietrich Alfken 1900. Andrena knuthi ingår i släktet sandbin, och familjen grävbin. Inga underarter finns listade i Catalogue of Life.